# Campeonato Pernambucano de Futebol de 1915
O Campeonato da Liga Sportiva Pernambucana de 1915, foi a primeira edição de uma competição entre clubes de futebol pernambucanos filiados à LSP, a primeira criada no estado de Pernambuco e a organizar um torneio da modalidade. O evento esportivo, foi a primeira edição do Campeonato Pernambucano de Futebol que junto aos campeonatos Paulista, Carioca, Baiano e dentre outros, são oficialmente os campeonatos estaduais mais antigos do Brasil.
Disputado entre 1 de agosto e 12 de dezembro daquele ano, sua edição pioneira contou com a participação de cinco equipes fundadoras da Liga Sportiva Pernambucana: Santa Cruz Futebol Clube, João de Barros Futebol Clube (atual América-PE), Sport Club Flamengo, Centro Sportivo do Peres e Torre Sport Club, mais a participação da Colligação Sportiva Recifense que foi convidada a disputar a competição organixada pela futura e atual Federação Pernambucana de Futebol. O primeiro campeão foi o Flamengo de Recife de forma invicta, após sair-se vitorioso no Triangular do Desempate ao bater a equipe do Torre por 3 a 1, em pleno campo do British Club no Recife.

## História
Liga Sportiva Pernambucana foi fundada em 16 de junho de 1915 e tinha como grande objetivo a administração do futebol no estado, que se desenvolvia de forma rápida e desorganizada. Desde 1902 com a primeira edição do Campeonato Paulista de Futebol, considerado o primeiro campeonato de futebol do país, até 1915 já se a via relatos de surgimento de campeonatos de futebol em outros estados. A premissa da LSP, era de formar um torneio que reunisse equipes que praticava esse esporte.
Outras cinco agremiações, dividem o status de fundadores: Sport Club do Recife, Clube Náutico Capibaribe, Associação Atlética Great Western (depois Ferroviário Esporte Clube do Recife, hoje Clube Ferroviário do Recife), Íbis Sport Club e Auto Esporte Clube. Algumas dessas agremiações, eram formados pelas elites dos cidadãos do Recife. A maioria deles, praticavam outros esportes como: Críquete, Turfe e Regatas.
As partidas aconteceram no Campo do Derby em Recife mas, foi no campo do British Club, que foram disputado as partidas decisivas do Triangular do Desempate entre Flamengo, Torre e Santa Cruz. Ao todo, foram disputados 18 partidas e foram marcados 35 gols (uma média de 1,94 por partida). Apesar do Flamengo do Recife ter se sagrando o primeiro campeão hoje, o clube se encontra extinto. Já o Santa Cruz, dede 1915, é o único clube a participar de todas as edições do campeonato estadual e tendo conquistado 29 edições em toda a sua história. Nesta edição de estreia, contou exclusivamente com equipes da capital pernambucana.

## Equipes Participantes
A seguir, todas as equipes que participaram do campeonato em 1915.
| Equipe                        | Cidade | Participação | Fundação               |
| ----------------------------- | ------ | ------------ | ---------------------- |
| Colligação Sportiva Recifense | Recife | 1ª           | 1910                   |
| Sport Club Flamengo           | Recife | 1ª           | 20 de abril de 1914    |
| João de Barros Futebol Clube  | Recife | 1ª           | 12 de abril de 1914    |
| Centro Sportivo do Peres      | Recife | 1ª           | 15 de junho de 1909    |
| Santa Cruz Futebol Clube      | Recife | 1ª           | 3 de fevereiro de 1914 |
| Torre Sport Club              | Recife | 1ª           | 13 de maio de 1909     |

## Fase única

### Classificação
A competição foi disputada em uma fase única, com as seis equipes disputando cinco rodadas com três jogos cada. A equipe que ganhasse sua partida, receberia 2 pontos por vitória e 1 ponto, por cada empate. Caso algum jogo não fosse realizado, era atribuido vitória por W.O. A seguir, tabela classificatória do Campeonato Pernambucano de 1915.

## Triangular do Desempate
Pelo fato de três equipes terminarem a competição em número de pontos, o critério de desempate utilizado pela LSP, foi a realização de um triangular para desempate. A equipe que vencesse o triangular, seria apontada como campeã. Caso ainda houvesse outro empate, um jogo extra seria realizado.
Classificação do triangular

## Jogo do título
A partida decisiva do título, aconteceu no campo do British Club em Recife. Foi realizado no dia 12 de dezembro de 1915 e foi realizado com portões abertos para o publico acompanhar o Matchs Decisivo, para sagrar a campanha magnifica do Flamengo-PE.
| 12 de dezembro de 1915 | Flamengo do Recife           | 3 – 1  | Torre      | Campo do British Club, Recife         |
|                        | Taylor ?', ?' · Frederico ?' | Súmula | ?' Barreto | Público: ? Renda: Rs$ ? Árbitro: PE ? |

| Flamengo-PE | Torre |

## Premiação
| Campeonato Pernambucano de 1915  |
| -------------------------------- |
| Flamengo-PE Campeão (1.º título) |

| Vice-campeão: | Terceiro colocado: | Quarto colocado: | Artilheiro: |
| ------------- | ------------------ | ---------------- | ----------- |
| Santa Cruz    | Torre              | Peres            | Taylor      |

## Artilharia
| Pos. | Jogador        | Equipe      | Gols |
| ---- | -------------- | ----------- | ---- |
| 1º   | Taylor         | Flamengo-PE | 4    |
| 2º   | Alberto Campos | Santa Cruz  | 3    |
| 3º   | Pitota         | Santa Cruz  | 2    |